# مارسيلو خوسيه أوليفيرا
مارسيلو خوسيه أوليفيرا (بالبرتغالية: Marcelo José Oliveira‏) (5 سبتمبر 1981 في البرازيل - ) هو لاعب كرة قدم برازيلي في مركز الدفاع. لعب مع غريميو بورتو أليغرينزي وموريرينسي ونادي أبويل ونادي أتروميتوس ونادي كورينثيانز.

## وصلات خارجية
- مارسيلو خوسيه أوليفيرا على موقع قاعدة بيانات كرة القدم.إي يو (الإنجليزية)
- مارسيلو خوسيه أوليفيرا على موقع Soccerway.com (الإنجليزية)
- مارسيلو خوسيه أوليفيرا على موقع عالم كرة القدم.نت (الإنجليزية)
- مارسيلو خوسيه أوليفيرا على موقع AS.com (الإسبانية)